# Montaren-et-Saint-Médiers
Montaren-et-Saint-Médiers is een gemeente in het Franse departement Gard (regio Occitanie). De plaats maakt deel uit van het arrondissement Nîmes. Montaren-et-Saint-Médiers telde op 1 januari 2022 1.390 inwoners.

## Geografie
De oppervlakte van Montaren-et-Saint-Médiers bedroeg op 1 januari 2022 19,42 vierkante kilometer; de bevolkingsdichtheid was toen 71,6 inwoners per km².

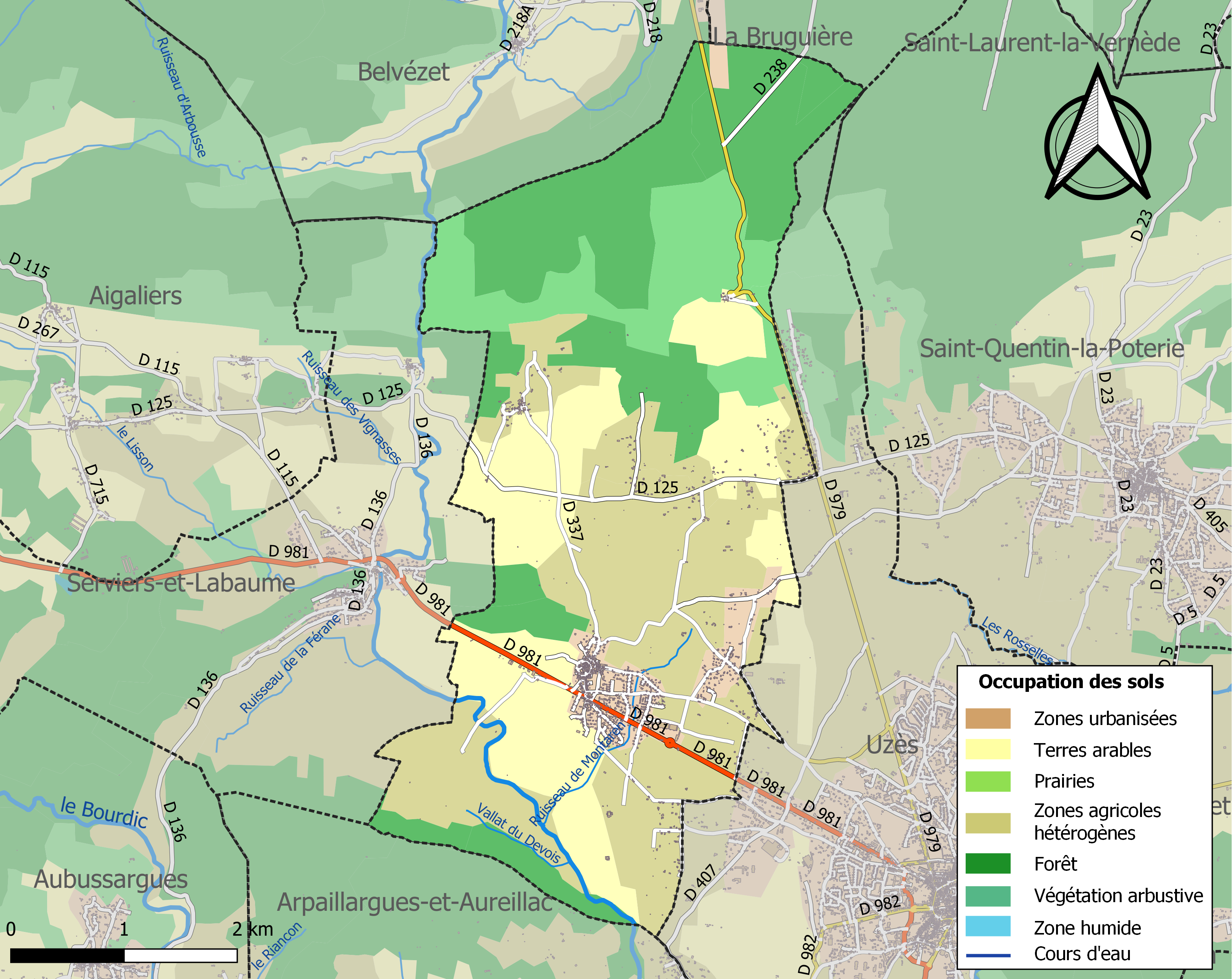
Kaart van de gemeente met belangrijkste infrastructuur, bodemgebruik en omliggende gemeenten

## Demografie
Onderstaande figuur toont het verloop van het inwonertal (bron: INSEE-tellingen).